# Штубен (Лауенбург)
Штубен општина је у њемачкој савезној држави Шлезвиг-Холштајн. Једно је од 131 општинског средишта округа Херцогтум Лауенбург. Према процјени из 2010. у општини је живјело 400 становника. Посједује регионалну шифру (AGS) 1053124.

## Географски и демографски подаци
Штубен се налази у савезној држави Шлезвиг-Холштајн у округу Херцогтум Лауенбург. Општина се налази на надморској висини од 48 метара. Површина општине износи 5,2 km². У самом мјесту је, према процјени из 2010. године, живјело 400 становника. Просјечна густина становништва износи 76 становника/km².